# Santo André da Borda do Campo

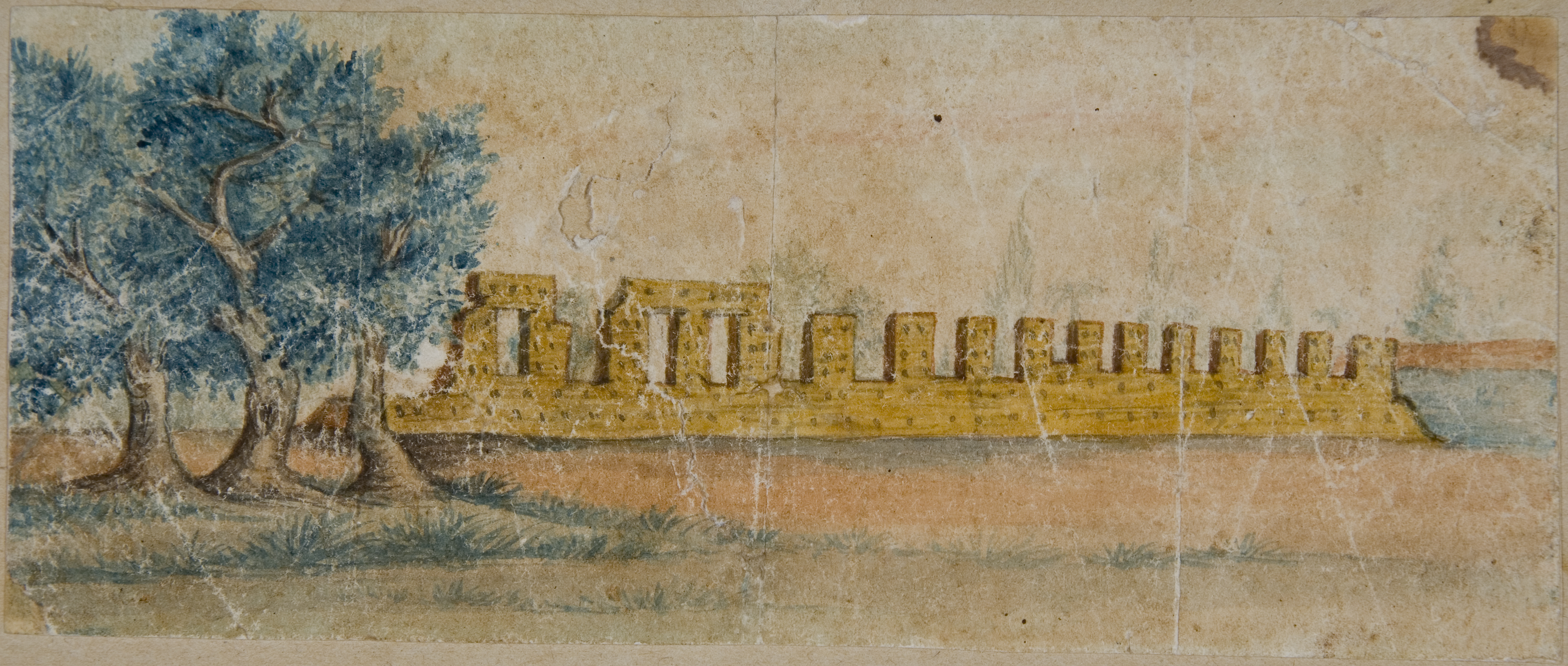
Ruínas de Santo André da Borda do Campo, aquarela de Miguelzinho Dutra (1850)

Santo André da Borda do Campo de Piratininga foi uma vila portuguesa localizada na Capitania de São Vicente, aproximadamente na região do atual ABC paulista, sendo a primeira povoação europeia da América Portuguesa a se distanciar do litoral. O povoado foi fundado por João Ramalho por volta do ano de 1550, sendo elevada à condição de vila três anos depois por Tomé de Sousa, primeiro governador geral do Brasil. Por estar sob o ataque constante dos indígenas, o governador geral Mem de Sá ordenou, em 1560, a transferência da vila para o povoado jesuítico de São Paulo de Piratininga.

## História

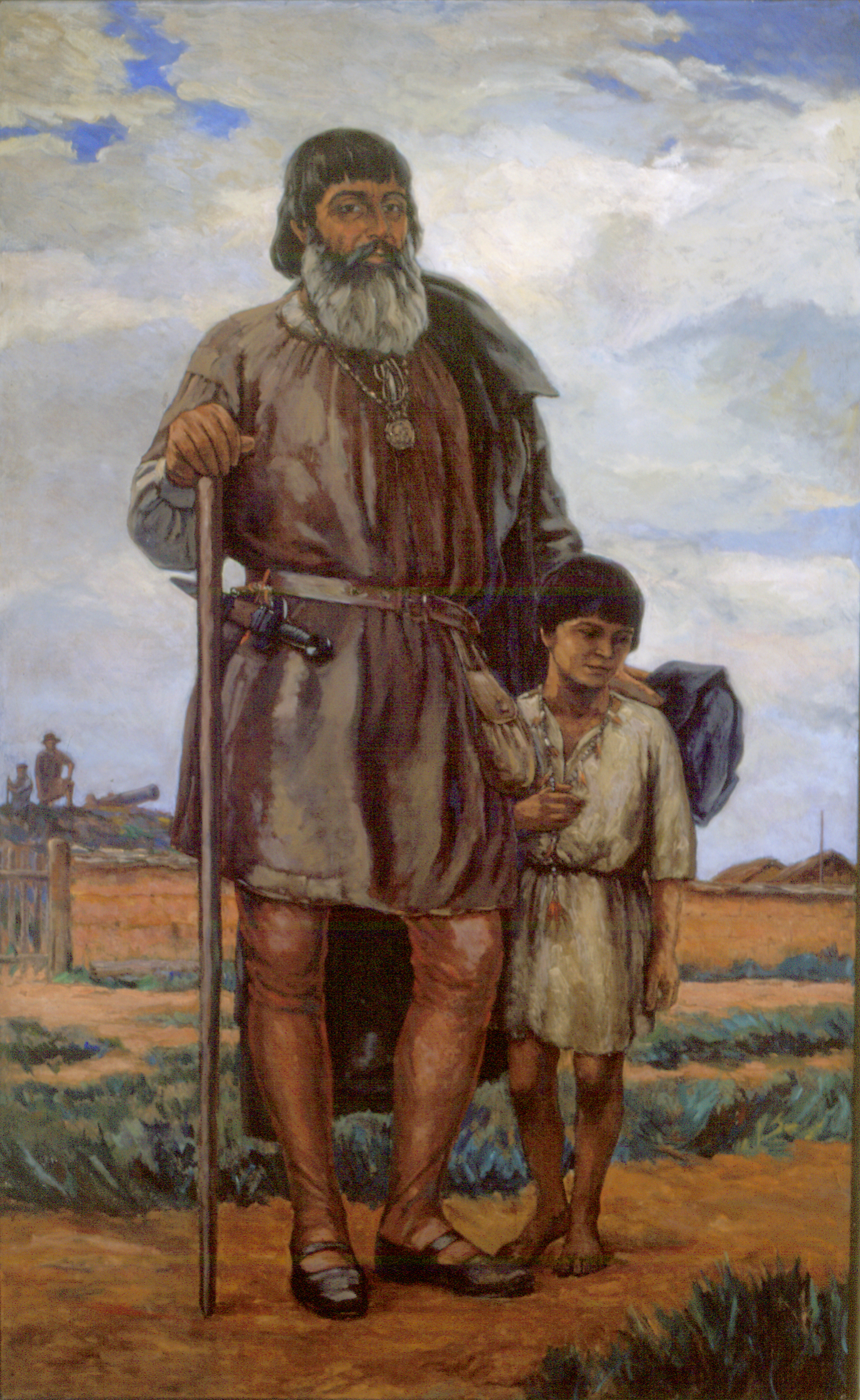
João Ramalho e Filho, óleo sobre tela de José Wasth Rodrigues (1934)

Segundo Pedro Taques, na sua História da Capitania de São Vicente, após a fundação das vilas de São Vicente e de Santos, João Ramalho, um português que havia chegado à América alguns anos antes do início da colonização portuguesa efetiva, recebeu de Martim Afonso de Sousa - donatário da Capitania de São Vicente - uma sesmaria, isso é, uma doação de terras que compreendia a ilha de Guaíbe, no atual município de Mangaratiba. Algum tempo depois, com a ajuda de alguns europeus que habitavam a vila de São Vicente, fundou um povoado no interior, a ocidente da Serra do Mar, que chamou de Borda do Campo com vocação de Santo André. Em 8 de abril de 1553 o povoado foi elevado a vila por Antônio de Oliveira, capitão-mor da capitania. Durante a sua curta existência, Santo André da Borda do Campo parece ter sido um povoado pequeno, rústico e habitado por pessoas perigosas: ao visitá-lo em 1553, o mercenário alemão Ulrich Schmidl descreveu-o como um "velhacouto [reduto] de ladrões" .
O povoado sofria com o constante assédio dos indígenas Tamoios, que eram inimigos dos portugueses e de seus aliados tupiniquins. Por essa razão, o governador geral do Brasil Mem de Sá, a pedido do padre Manuel da Nóbrega, ordenou que a vila fosse abandonada e que os seus habitantes fossem transferidos para as imediações do colégio jesuítico de São Paulo, fundado poucos anos antes por José de Anchieta e pelo próprio Nóbrega. Essa migração acabou elevando o pequeno povoado de São Paulo à condição de vila, ao mesmo tempo em que dissolvia a povoação de Santo André.
Até hoje não se sabe exatamente onde foi instalado esse primeiro povoamento. Supõe-se que fosse em algum ponto do território das atuais cidades de São Bernardo do Campo ou Santo André, com Atílio Pessotti indicando as “imediações do quilômetro 18” da Via Anchieta, em São Bernardo do Campo.

## Após o abandono
Em 1561, Amador de Medeiros obteve a concessão de uma sesmaria partindo do rio “Tamandatiiba”, nas imediações do Caminho do Mar, e com limites de terras na região do Ipiranga e Jabaquara. No dia 24 de abril de 1637, Miguel Aires Maldonado, genro de Amador de Medeiros, doou a sesmaria que herdou do sogro ao Mosteiro de São Benro, pedindo, em troca, uma missa anual por alma dos sogros, doadores e descendentes. Os monges beneditinos criariam duas fazendas na região, a fazenda São Bernardo e a fazenda São Caetano, que dariam origem às atuais cidades da região do Grande ABC.

### Cidades modernas
Apesar de as atuais cidades de Santo André e São Bernardo do Campo não terem sua origem na antiga vila, ambas consideram que seu ano de fundação é 1553, uma vez que recobrem a região onde possivelmente se localizava a vila. O povoamento que deu origem às atuais cidades do Grande ABC começou a se desenvolver após o término da chamada guerra dos índios, no século XVI, e consolidou-se no século XVIII quando surgiram e foram recenseados em 1765, os bairros de Caaguaçu (atual Santo André), São Bernardo e São Caetano do Tijucuçu (atual São Caetano do Sul).[carece de fontes?]
 

O atual município de Santo André teve origem na estação da São Paulo Railway, no século XIX, que tomou o nome de São Bernardo porque se situava no antigo bairro de São Bernardo, nome mais tarde mudado para Santo André, quando a localidade se separou administrativamente do município de São Bernardo, criado em 1889, pouco antes da proclamação da República. O de São Bernardo tomou esse nome da Fazenda de São Bernardo, dos Monges de São Bento, que no século XVIII ali construíram uma capela dedicada a esse santo.[carece de fontes?]